# Et hjertegribende værk af overvældende genialitet
Et hjertegribende værk af overvældende genialitet er en bog af Dave Eggers. Bogen er selvbiografisk men indeholder visse skønlitterære træk og handler om, hvordan Eggers som ung mand måtte tage sig af sin lillebror, da begge hans forældre dør inden for kort tid. Disse memoirer indeholder dog også delvist fiktive elementer, da forfatteren tager sig visse kreative friheder, hvilket han også påpeger over for læseren. Bogen indeholder både realistiske og metafiktive elementer og er et hovedværk inden for den postironiske litteratur i amerikansk litteraturhistorie.

## Sekundærlitteratur
- Andersen, Tore Rye (2007) Det etiske spejlkabinet. Arkiveret 15. september 2016 hos  Wayback Machine Aalborg: Institut for Sprog og Kultur.
- Hamilton, Caroline (2010) One Man Zeitgeist: Dave Eggers, Publishing and Publicity. London: Continuum.
- Jensen, Mikkel (2014) "A Note on a Title: A Heartbreaking Work of Staggering Genius" in The Explicator. Volume 72, Issue 2. Arkiveret 1. august 2020 hos  Wayback Machine
- Nicol, Bran (2006) "'The Memoir as Self-Destruction': Dave Eggers’s A Heartbreaking Work of Staggering Genius" in Modern Confessional Writing (ed. Jo Gill). New York: Routledge.